# Местное самоуправление в Москве
Ме́стное самоуправле́ние в Москве — совокупность органов муниципальной (местной) власти в городе Москве.
Местное самоуправление организовано в границах муниципальных образований, в ведении которых находятся вопросы местного значения, то есть вопросы, связанные с непосредственным обеспечением жизнедеятельности жителей муниципального образования. Каждое муниципальное образование имеет выборные органы местного самоуправления, устав, определяющий его деятельность, муниципальную собственность и местный бюджет, а также вправе иметь собственную символику (герб, эмблему, флаг и другое). Статус внутригородских муниципальных образований определяется Уставом города Москвы, законами города Москвы (в частности законом «Об организации местного самоуправления в городе Москве») и Федеральным законом «Об общих принципах организации местного самоуправления в Российской Федерации».

## История местного самоуправления в Москве
Организация действующей в настоящее время системы местного самоуправления в Москве началась после принятия постановления Президиума Верховного Совета РСФСР от 1 июля 1991 года «О разграничении компетенции органов власти и управления в городе Москве». В ходе этой реформы одноуровневая система деления Москвы на районы была заменена на двухуровневую: административные и муниципальные округа.

### Муниципальные округа
Муниципальные округа — территориальные единицы местного самоуправления, которые были сформированы в Москве в 1991—1992 годах. Первыми муниципальными округами стали «Братеево» и «Крылатское». Они были образованы в 1991 году согласно постановлению Президиума Верховного Совета РСФСР от 25 марта 1991 года № 953-I «О предложении Моссовета по созданию экспериментальных муниципальных округов».
Предварительный список готовящихся к образованию муниципальных округов был опубликован в распоряжении Мэра Москвы от 5 июля 1991 г. № 41-РМ «О проведении работы по формированию муниципальных округов в г. Москве». 1 августа 1991 года вышло распоряжение «Об утверждении Временного положения об органах управления в муниципальном округе Москвы».
Чуть позднее, 12 сентября 1991 года, было подписано распоряжение мэра Москвы «Об установлении временных границ муниципальных округов Москвы». Согласно этому распоряжению территория Москвы была разделена на административные округа, которые в свою очередь делились на 125 муниципальных округов. При этом в Центральном административном округе муниципальные округа не создавались, в нём было предусмотрено создание территориально-отраслевых органов городского управления.
Распоряжением Мэра от 24 апреля 1992 г. № 106-РМ было утверждено Положение о муниципальном округе (районе) в г. Москве, в котором муниципальный округ (район) определялся как первичная административно-территориальная единица города Москвы. В Положении также указывалось, что границы муниципального округа (района) устанавливаются Мэром по представлению префекта административного округа. Исполнительную власть в муниципальном округе осуществлял супрефект, который фактически являлся главой муниципального округа.
После ряда изменений границ (см. подробнее таблицу ниже) к июлю 1995 года число муниципальных округов составило 121.
| История изменения границ муниципальных округов и районов в 1991—2010 годах | История изменения границ муниципальных округов и районов в 1991—2010 годах | История изменения границ муниципальных округов и районов в 1991—2010 годах | История изменения границ муниципальных округов и районов в 1991—2010 годах | История изменения границ муниципальных округов и районов в 1991—2010 годах | История изменения границ муниципальных округов и районов в 1991—2010 годах | История изменения границ муниципальных округов и районов в 1991—2010 годах |
| Муниципальные округа                                                       | Муниципальные округа | Муниципальные округа | Муниципальные округа | Районы                                                                     | Районы                                                                     | Районы                                                                     |
| 1991 год предварительный список планируемых округов                        | 1991 год созданные округа | Изменения | 1995 год разделение на округа | 1995 год созданные районы                                                  | Изменения                                                                  | 2010 год текущее разделение на районы                                      |
| -------------------------------------------------------------------------- | --- | --- | --- | -------------------------------------------------------------------------- | -------------------------------------------------------------------------- | -------------------------------------------------------------------------- |
| Западный административный округ                                            | | | |                                                                            |                                                                            |                                                                            |
| Крылатское                                                                 | Крылатское | Крылатское | Крылатское | Крылатское                                                                 | Крылатское                                                                 | Крылатское                                                                 |
| Кунцево                                                                    | Кунцево | Кунцево | Кунцево | Кунцево                                                                    | Кунцево                                                                    | Кунцево                                                                    |
| Можайский (Южное Кунцево)                                                  | Можайский (Южное Кунцево) | Можайский (Южное Кунцево) | Можайский (Южное Кунцево) | Можайский                                                                  | Можайский                                                                  | Можайский                                                                  |
| Фили                                                                       | Фили-Давыдково | Фили-Давыдково | Фили-Давыдково | Фили-Давыдково                                                             | Фили-Давыдково                                                             | Фили-Давыдково                                                             |
| Матвеевское- Давыдково                                                     | Фили-Давыдково | Фили-Давыдково | Фили-Давыдково | Фили-Давыдково                                                             | Фили-Давыдково                                                             | Фили-Давыдково                                                             |
| Матвеевское                                                                | Матвеевское | Матвеевское | Матвеевское | объединены 22.07.1997                                                      | Очаково-Матвеевское                                                        |                                                                            |
| Очаково                                                                    | Очаково | Очаково | Очаково | объединены 22.07.1997                                                      | Очаково-Матвеевское                                                        | Очаково                                                                    |
| Филёвский парк                                                             | Филёвский парк | Филёвский парк | Филёвский парк | Филёвский парк                                                             | Филёвский парк                                                             | Филёвский парк                                                             |
| Олимпийская деревня                                                        | Никулино | объединены 28.09.1993 | Тропарёво-Никулино | Тропарёво-Никулино                                                         | Тропарёво-Никулино                                                         | Тропарёво-Никулино                                                         |
| Никулино                                                                   | Никулино | объединены 28.09.1993 | Тропарёво-Никулино | Тропарёво-Никулино                                                         | Тропарёво-Никулино                                                         | Тропарёво-Никулино                                                         |
| Тропарёво                                                                  | Тропарёво | объединены 28.09.1993 | Тропарёво-Никулино | Тропарёво-Никулино                                                         | Тропарёво-Никулино                                                         | Тропарёво-Никулино                                                         |
| Мосфильмовский                                                             | Мосфильмовский | Мосфильмовский | Мосфильмовский | Мосфильмовский                                                             | объединены 22.07.1997                                                      | Раменки                                                                    |
| Раменки                                                                    | Раменки | Раменки | Раменки | Раменки                                                                    | объединены 22.07.1997                                                      | Раменки                                                                    |
| Кутузовский                                                                | Кутузовский | объединены 01.04.1994 | Дорогомиловский | Дорогомилово                                                               | Дорогомилово                                                               | Дорогомилово                                                               |
| Дорогомиловский                                                            | Дорогомиловский | объединены 01.04.1994 | Дорогомиловский | Дорогомилово                                                               | Дорогомилово                                                               | Дорогомилово                                                               |
| пр. Вернадского                                                            | Проспект Вернадского | Проспект Вернадского | Проспект Вернадского | Проспект Вернадского                                                       | Проспект Вернадского                                                       | Проспект Вернадского                                                       |
| Солнцево                                                                   | Солнцево | Солнцево | Солнцево | Солнцево                                                                   | Солнцево                                                                   | Солнцево                                                                   |
| Переделкино                                                                | Ново-Переделкино | Ново-Переделкино | Ново-Переделкино | Ново-Переделкино                                                           | Ново-Переделкино                                                           | Ново-Переделкино                                                           |
| -----                                                                      | Внуково | Внуково | Внуково | Внуково                                                                    | Внуково                                                                    | Внуково                                                                    |
| Северо-Западный административный округ                                     | | | |                                                                            |                                                                            |                                                                            |
| Северное Тушино                                                            | Северное Тушино | Северное Тушино | Северное Тушино | Северное Тушино                                                            | Северное Тушино                                                            | Северное Тушино                                                            |
| Южное Тушино                                                               | Южное Тушино | Южное Тушино | Южное Тушино | Южное Тушино                                                               | Южное Тушино                                                               | Южное Тушино                                                               |
| Покровское-Стрешнево                                                       | Покровское-Стрешнево | Покровское-Стрешнево | Покровское-Стрешнево | Покровское-Стрешнево                                                       | Покровское-Стрешнево                                                       | Покровское-Стрешнево                                                       |
| Строгино                                                                   | Строгино | Строгино | Строгино | Строгино                                                                   | Строгино                                                                   | Строгино                                                                   |
| Щукино                                                                     | Щукино | Щукино | Щукино | Щукино                                                                     | Щукино                                                                     | Щукино                                                                     |
| Хорошево-Мневники                                                          | Хорошево-Мневники | Хорошево-Мневники | Хорошево-Мневники | Хорошево-Мневники                                                          | Хорошево-Мневники                                                          | Хорошево-Мневники                                                          |
| Митино                                                                     | Митино | Митино | Митино | Митино                                                                     | Митино                                                                     | Митино                                                                     |
| Куркино                                                                    | Куркино | Куркино | Куркино | Куркино                                                                    | Куркино                                                                    | Куркино                                                                    |
| Ново-Подрезково                                                            | Ново-Подрезково | Ново-Подрезково | Ново-Подрезково | ушло в Молжаниновский Северного округа                                     | ушло в Молжаниновский Северного округа                                     | ушло в Молжаниновский Северного округа                                     |
| Северный административный округ                                            | | | |                                                                            |                                                                            |                                                                            |
| Бескудниково                                                               | Бескудниковский | Бескудниковский | Бескудниковский | Бескудниковский                                                            | Бескудниковский                                                            | Бескудниковский                                                            |
| Дегунино                                                                   | Восточное Дегунино | Восточное Дегунино | Восточное Дегунино | Восточное Дегунино                                                         | Восточное Дегунино                                                         | Восточное Дегунино                                                         |
| Дегунино                                                                   | Западное Дегунино | Западное Дегунино | Западное Дегунино | Западное Дегунино                                                          | объединены 22.07.1997                                                      | Западное Дегунино                                                          |
| Бусиново                                                                   | Бусиново | Бусиново | Бусиново | Бусиново                                                                   | объединены 22.07.1997                                                      | Западное Дегунино                                                          |
| Ховрино                                                                    | Ховрино | Ховрино | Ховрино | Ховрино                                                                    | Ховрино                                                                    | Ховрино                                                                    |
| Головинский                                                                | Головинский | Головинский | Головинский | Головинский                                                                | Головинский                                                                | Головинский                                                                |
| Левобережный (включая Молжаниновский)                                      | Левобережный | Разделены 02.03.1992 | Левобережный | Левобережный                                                               | Левобережный                                                               | Левобережный                                                               |
| Левобережный (включая Молжаниновский)                                      | Левобережный | Разделены 02.03.1992 | Молжаниновский | Молжаниновский                                                             | Молжаниновский                                                             | Молжаниновский                                                             |
| Коптево                                                                    | Коптево | Коптево | Коптево | Коптево                                                                    | Коптево                                                                    | Коптево                                                                    |
| Войковский                                                                 | Войковский | Войковский | Войковский | Войковский                                                                 | Войковский                                                                 | Войковский                                                                 |
| Сокол                                                                      | Сокол | Сокол | Сокол | Сокол                                                                      | Сокол                                                                      | Сокол                                                                      |
| Ходынский                                                                  | Аэропорт | Аэропорт | Аэропорт | Аэропорт                                                                   | Аэропорт                                                                   | Аэропорт                                                                   |
| Хорошёвский                                                                | Хорошёвский | Хорошёвский | Хорошёвский | Хорошёвский                                                                | Хорошёвский                                                                | Хорошёвский                                                                |
| Беговой                                                                    | Беговой | Беговой | Беговой | Беговой                                                                    | Беговой                                                                    | Беговой                                                                    |
| Савёловский                                                                | Савёловский | Савёловский | Савёловский | Савёловский                                                                | Савёловский                                                                | Савёловский                                                                |
| Дмитровский                                                                | Дмитровский | Дмитровский | Дмитровский | Дмитровский                                                                | Дмитровский                                                                | Дмитровский                                                                |
| Нижне-Лихоборский                                                          | Тимирязевский | Тимирязевский | Тимирязевский | Тимирязевский                                                              | Тимирязевский                                                              | Тимирязевский                                                              |
| Северо-Восточный административный округ                                    | | | |                                                                            |                                                                            |                                                                            |
| Лианозово                                                                  | Лианозово | Лианозово | Лианозово | Лианозово                                                                  | Лианозово                                                                  | Лианозово                                                                  |
| Бибирево                                                                   | Бибирево | Бибирево | Бибирево | Бибирево                                                                   | Бибирево                                                                   | Бибирево                                                                   |
| Алтуфьевский                                                               | Алтуфьевский | Алтуфьевский | Алтуфьевский | Алтуфьевский                                                               | Алтуфьевский                                                               | Алтуфьевский                                                               |
| Отрадное                                                                   | Отрадное | Отрадное | Отрадное | Отрадное                                                                   | Отрадное                                                                   | Отрадное                                                                   |
| Южное Медведково                                                           | Южное Медведково | Южное Медведково | Южное Медведково | Южное Медведково                                                           | Южное Медведково                                                           | Южное Медведково                                                           |
| Северное Медведково                                                        | Северное Медведково | Северное Медведково | Северное Медведково | Северное Медведково                                                        | Северное Медведково                                                        | Северное Медведково                                                        |
| Свиблово                                                                   | Свиблово | Свиблово | Свиблово | Свиблово                                                                   | Свиблово                                                                   | Свиблово                                                                   |
| Бабушкинский                                                               | Бабушкинский | Бабушкинский | Бабушкинский | Бабушкинский                                                               | Бабушкинский                                                               | Бабушкинский                                                               |
| Лосино-Островский                                                          | Лосино-Островский | Лосино-Островский | Лосино-Островский | Лосиноостровский                                                           | Лосиноостровский                                                           | Лосиноостровский                                                           |
| Ярославский                                                                | Ярославский | Ярославский | Ярославский | Ярославский                                                                | Ярославский                                                                | Ярославский                                                                |
| Бутырский                                                                  | Бутырский | Бутырский | Бутырский | Бутырский                                                                  | Бутырский                                                                  | Бутырский                                                                  |
| Марфино                                                                    | Марфино | Марфино | Марфино | Марфино                                                                    | Марфино                                                                    | Марфино                                                                    |
| ----                                                                       | Марьина Роща | Марьина Роща | Марьина Роща | Марьина роща                                                               | Марьина роща                                                               | Марьина роща                                                               |
| Шереметьевский                                                             | Шереметьевский | Шереметьевский | Шереметьевский | Марьина роща                                                               | Марьина роща                                                               | Марьина роща                                                               |
| Ростокино                                                                  | Ростокино | Ростокино | Ростокино | Ростокино                                                                  | Ростокино                                                                  | Ростокино                                                                  |
| Алексеевский                                                               | Алексеевский | Алексеевский | Алексеевский | Алексеевский                                                               | Алексеевский                                                               | Алексеевский                                                               |
| Останкинский                                                               | Останкинский | Останкинский | Останкинский | Останкинский                                                               | ТЕОС «Шереметьевский» учреждена 17.12.1998 присоединена 4.12.2002          | Останкинский                                                               |
| Северный                                                                   | Северный | Северный | Северный | Северный                                                                   | Северный                                                                   | Северный                                                                   |
| Восточный административный округ                                           | | | |                                                                            |                                                                            |                                                                            |
| Перово                                                                     | Перово | Перово | Перово | Перово                                                                     | Перово                                                                     | Перово                                                                     |
| Ново-Гиреево                                                               | Новогиреево | Новогиреево | Новогиреево | Новогиреево                                                                | Новогиреево                                                                | Новогиреево                                                                |
| Ивановское (включая Южное Измайлово)                                       | Ивановское | м. о. Южное Измайлово образован 16.12.1991 упразднён 22.12.1994 | Ивановское | Ивановское                                                                 | Ивановское                                                                 | Ивановское                                                                 |
| Вешняки                                                                    | Вешняки | Вешняки | Вешняки | Вешняки                                                                    | Вешняки                                                                    | Вешняки                                                                    |
| Владыкино                                                                  | ушло в Вешняки | ушло в Вешняки | ушло в Вешняки | ----                                                                       | ----                                                                       | ----                                                                       |
| Соколиная гора                                                             | Соколиная гора | Соколиная гора | Соколиная гора | Соколиная гора                                                             | Соколиная гора                                                             | Соколиная гора                                                             |
| Черничово                                                                  | Черкизово | Черкизово | Черкизово | Преображенское                                                             | Преображенское                                                             | Преображенское                                                             |
| Сокольники                                                                 | Сокольники | Сокольники | Сокольники | Сокольники                                                                 | Сокольники                                                                 | Сокольники                                                                 |
| Богородское                                                                | Богородское | Богородское | Богородское | Богородское                                                                | Богородское                                                                | Богородское                                                                |
| Открытое шоссе                                                             | Открытое шоссе | Открытое шоссе | Открытое шоссе | Метрогородок                                                               | Метрогородок                                                               | Метрогородок                                                               |
| Гольяново                                                                  | Гольяново | Гольяново | Гольяново | Гольяново                                                                  | Гольяново                                                                  | Гольяново                                                                  |
| Измайлово                                                                  | Восточное Измайлово | Восточное Измайлово | Восточное Измайлово | Восточное Измайлово                                                        | Восточное Измайлово                                                        | Восточное Измайлово                                                        |
| Измайлово                                                                  | Измайлово | Измайлово | Измайлово | Измайлово                                                                  | Измайлово                                                                  | Измайлово                                                                  |
| Измайлово                                                                  | Северное Измайлово | Северное Измайлово | Северное Измайлово | Северное Измайлово                                                         | Северное Измайлово                                                         | Северное Измайлово                                                         |
| Косино                                                                     | Косино | Косино | Косино | Косино-Ухтомский                                                           | Косино-Ухтомский                                                           | Косино-Ухтомский                                                           |
| Ухтомский                                                                  | Косино | Косино | Косино | Косино-Ухтомский                                                           | Косино-Ухтомский                                                           | Косино-Ухтомский                                                           |
| ----                                                                       | Новокосино | Новокосино | Новокосино | Новокосино                                                                 | Новокосино                                                                 | Новокосино                                                                 |
| ----                                                                       | Восточный | Восточный | Восточный | Восточный                                                                  | Восточный                                                                  | Восточный                                                                  |
| Юго-Восточный административный округ                                       | | | |                                                                            |                                                                            |                                                                            |
| Капотня                                                                    | Капотня | Капотня | Капотня | Капотня                                                                    | Капотня                                                                    | Капотня                                                                    |
| Марьино                                                                    | Марьино | Марьино | Марьино | Марьино                                                                    | Марьино                                                                    | Марьино                                                                    |
| Люблино                                                                    | Люблино | Люблино | Люблино | Люблино                                                                    | Люблино                                                                    | Люблино                                                                    |
| Печатники                                                                  | Печатники | Печатники | Печатники | Печатники                                                                  | Печатники                                                                  | Печатники                                                                  |
| Текстильщики                                                               | Текстильщики | Текстильщики | Текстильщики | Текстильщики                                                               | Текстильщики                                                               | Текстильщики                                                               |
| Кузьминки                                                                  | Кузьминки | Кузьминки | Кузьминки | Кузьминки                                                                  | Кузьминки                                                                  | Кузьминки                                                                  |
| Рязанский проспект                                                         | Рязанский | Рязанский | Рязанский | Рязанский                                                                  | Рязанский                                                                  | Рязанский                                                                  |
| Выхино                                                                     | Выхино | Выхино | Выхино | Выхино-Жулебино                                                            | Выхино-Жулебино                                                            | Выхино-Жулебино                                                            |
| Жулебино (включая Некрасовку)                                              | Жулебино | Разделены 13.03.1992 | Жулебино | Выхино-Жулебино                                                            | Выхино-Жулебино                                                            | Выхино-Жулебино                                                            |
| Жулебино (включая Некрасовку)                                              | Жулебино | Разделены 13.03.1992 | Некрасовка | Некрасовка                                                                 | Некрасовка                                                                 | Некрасовка                                                                 |
| Нижегородский                                                              | Нижегородский | Нижегородский | Нижегородский | Нижегородский                                                              | Нижегородский                                                              | Нижегородский                                                              |
| ----                                                                       | Южнопортовый | Южнопортовый | Южнопортовый | Южнопортовый                                                               | Южнопортовый                                                               | Южнопортовый                                                               |
| Рогожский                                                                  | ---- | ---- | ---- | ----                                                                       | ----                                                                       | ----                                                                       |
| Госпитальный                                                               | ---- | ---- | ---- | -----                                                                      | -----                                                                      | -----                                                                      |
| Лефортовский                                                               | Лефортово | Лефортово | Лефортово | Лефортово                                                                  | Лефортово                                                                  | Лефортово                                                                  |
| Южный административный округ                                               | | | |                                                                            |                                                                            |                                                                            |
| Орехово-Борисово Западное Орехово-Борисово Восточное                       | Орехово-Борисово Северное | Орехово-Борисово Северное | Орехово-Борисово Северное | Орехово-Борисово Северное                                                  | Орехово-Борисово Северное                                                  | Орехово-Борисово Северное                                                  |
| Орехово-Борисово Западное Орехово-Борисово Восточное                       | Орехово-Борисово Южное | Орехово-Борисово Южное | Орехово-Борисово Южное | Орехово-Борисово Южное                                                     | Орехово-Борисово Южное                                                     | Орехово-Борисово Южное                                                     |
| Зябликово                                                                  | Зябликово | Зябликово | Зябликово | Зябликово                                                                  | Зябликово                                                                  | Зябликово                                                                  |
| Братеево                                                                   | Братеево | Братеево | Братеево | Братеево                                                                   | Братеево                                                                   | Братеево                                                                   |
| Бирюлёво Западное                                                          | Бирюлёво Западное | Бирюлёво Западное | Бирюлёво Западное | Бирюлёво Западное                                                          | Бирюлёво Западное                                                          | Бирюлёво Западное                                                          |
| Бирюлёво Восточное                                                         | Бирюлёво Восточное | Бирюлёво Восточное | Бирюлёво Восточное | Бирюлёво Восточное                                                         | Бирюлёво Восточное                                                         | Бирюлёво Восточное                                                         |
| Ленино                                                                     | Царицыно | Царицыно | Царицыно | Царицыно                                                                   | Царицыно                                                                   | Царицыно                                                                   |
| Москворечье-Сабурово                                                       | Москворечье-Сабурово | Москворечье-Сабурово | Москворечье-Сабурово | Москворечье-Сабурово                                                       | Москворечье-Сабурово                                                       | Москворечье-Сабурово                                                       |
| Нагатино-Садовники                                                         | Нагатино-Садовники | Нагатино-Садовники | Нагатино-Садовники | Нагатино-Садовники                                                         | Нагатино-Садовники                                                         | Нагатино-Садовники                                                         |
| Нагатинский Затон                                                          | Нагатинский Затон | Нагатинский Затон | Нагатинский Затон | Нагатинский Затон                                                          | Нагатинский Затон                                                          | Нагатинский Затон                                                          |
| Чертаново Северное                                                         | Чертаново Северное | Чертаново Северное | Чертаново Северное | Чертаново Северное                                                         | Чертаново Северное                                                         | Чертаново Северное                                                         |
| Чертаново Центральное                                                      | Чертаново Центральное | Чертаново Центральное | Чертаново Центральное | Чертаново Центральное                                                      | Чертаново Центральное                                                      | Чертаново Центральное                                                      |
| Чертаново Южное                                                            | Чертаново Южное | Чертаново Южное | Чертаново Южное | Чертаново Южное                                                            | Чертаново Южное                                                            | Чертаново Южное                                                            |
| Нагорное                                                                   | Нагорное | Нагорное | Нагорное | Нагорный                                                                   | Нагорный                                                                   | Нагорный                                                                   |
| Симоновское                                                                | Симоновский | объединены 24.05.1995 | Даниловский | Даниловский                                                                | Даниловский                                                                | Даниловский                                                                |
| ----                                                                       | Павелецкий | объединены 24.05.1995 | Даниловский | Даниловский                                                                | Даниловский                                                                | Даниловский                                                                |
| Даниловский                                                                | Даниловский | объединены 24.05.1995 | Даниловский | Даниловский                                                                | Даниловский                                                                | Даниловский                                                                |
| Донской                                                                    | Донской | объединены 24.05.1995 | Донской | Донской                                                                    | Донской                                                                    | Донской                                                                    |
| ----                                                                       | Загородный | объединены 24.05.1995 | Донской | Донской                                                                    | Донской                                                                    | Донской                                                                    |
| Юго-Западный административный округ                                        | | | |                                                                            |                                                                            |                                                                            |
| Ясенево                                                                    | Ясенево | Ясенево | Ясенево | Ясенево                                                                    | Ясенево                                                                    | Ясенево                                                                    |
| Тёплый Стан                                                                | Тёплый Стан | Тёплый Стан | Тёплый Стан | Тёплый Стан                                                                | Тёплый Стан                                                                | Тёплый Стан                                                                |
| Коньково-Верёвкино                                                         | Коньково-Деревлёво | Коньково-Деревлёво | Коньково-Деревлёво | Коньково                                                                   | Коньково                                                                   | Коньково                                                                   |
| Ломоносовский                                                              | Ломоносовский | Ломоносовский | Ломоносовский | Ломоносовский                                                              | Ломоносовский                                                              | Ломоносовский                                                              |
| Гагаринский                                                                | Гагаринский | Гагаринский | Гагаринский | Гагаринский                                                                | Гагаринский                                                                | Гагаринский                                                                |
| Зюзино                                                                     | Зюзино | Зюзино | Зюзино | Зюзино                                                                     | Зюзино                                                                     | Зюзино                                                                     |
| Черёмушки                                                                  | Черёмушки | Черёмушки | Черёмушки | Черёмушки                                                                  | Черёмушки                                                                  | Черёмушки                                                                  |
| Академический                                                              | Академический | Академический | Академический | Академический                                                              | Академический                                                              | Академический                                                              |
| Котловка                                                                   | Котловка | Котловка | Котловка | Котловка                                                                   | Котловка                                                                   | Котловка                                                                   |
| Северное Бутово                                                            | Северное Бутово | Северное Бутово | Северное Бутово | Северное Бутово                                                            | Северное Бутово                                                            | Северное Бутово                                                            |
| Южное Бутово                                                               | Южное Бутово | Южное Бутово | Южное Бутово | Южное Бутово                                                               | Южное Бутово                                                               | Южное Бутово                                                               |
| ----                                                                       | Обручевский | Обручевский | Обручевский | Обручевский                                                                | Обручевский                                                                | Обручевский                                                                |
| Зеленоградский административный округ                                      | | | |                                                                            |                                                                            |                                                                            |
| ----                                                                       | Муниципальный округ № 1 | Муниципальный округ № 1 | Муниципальный округ № 1 | Район № 1                                                                  | объединены в Матушкино-Савёлки 4.12.2002 разделены с 1.01.2010             | Матушкино                                                                  |
| ----                                                                       | Муниципальный округ № 2 | Муниципальный округ № 2 | Муниципальный округ № 2 | Район № 2                                                                  | объединены в Матушкино-Савёлки 4.12.2002 разделены с 1.01.2010             | Савёлки                                                                    |
| ----                                                                       | Муниципальный округ № 3 | Муниципальный округ № 3 | Муниципальный округ № 3 | Район № 3                                                                  | объединены в Панфиловский район 4.12.2002 разделены с 1.01.2010            | Старое Крюково                                                             |
| ----                                                                       | Муниципальный округ № 4 | Муниципальный округ № 4 | Муниципальный округ № 4 | Район № 4                                                                  | объединены в Панфиловский район 4.12.2002 разделены с 1.01.2010            | Силино                                                                     |
| ----                                                                       | Крюково | Крюково | Крюково | Крюково                                                                    | Крюково                                                                    | Крюково                                                                    |
| Центральный административный округ                                         | | | |                                                                            |                                                                            |                                                                            |
| Замоскворечье                                                              | В ЦАО муниципальные округа не создавались. Были созданы Территориальные управления, например * Территориальное управление Китай-город создано 18.10.1991 * Территориальное управление Арбат создано 31.03.1993 | В ЦАО муниципальные округа не создавались. Были созданы Территориальные управления, например * Территориальное управление Китай-город создано 18.10.1991 * Территориальное управление Арбат создано 31.03.1993 | В ЦАО муниципальные округа не создавались. Были созданы Территориальные управления, например * Территориальное управление Китай-город создано 18.10.1991 * Территориальное управление Арбат создано 31.03.1993 | Замоскворечье                                                              | Замоскворечье                                                              | Замоскворечье                                                              |
| Замоскворечье                                                              | В ЦАО муниципальные округа не создавались. Были созданы Территориальные управления, например * Территориальное управление Китай-город создано 18.10.1991 * Территориальное управление Арбат создано 31.03.1993 | В ЦАО муниципальные округа не создавались. Были созданы Территориальные управления, например * Территориальное управление Китай-город создано 18.10.1991 * Территориальное управление Арбат создано 31.03.1993 | В ЦАО муниципальные округа не создавались. Были созданы Территориальные управления, например * Территориальное управление Китай-город создано 18.10.1991 * Территориальное управление Арбат создано 31.03.1993 | Якиманка                                                                   |                                                                            |                                                                            |
| Хамовнический                                                              | В ЦАО муниципальные округа не создавались. Были созданы Территориальные управления, например * Территориальное управление Китай-город создано 18.10.1991 * Территориальное управление Арбат создано 31.03.1993 | В ЦАО муниципальные округа не создавались. Были созданы Территориальные управления, например * Территориальное управление Китай-город создано 18.10.1991 * Территориальное управление Арбат создано 31.03.1993 | В ЦАО муниципальные округа не создавались. Были созданы Территориальные управления, например * Территориальное управление Китай-город создано 18.10.1991 * Территориальное управление Арбат создано 31.03.1993 | Хамовники                                                                  | Хамовники                                                                  | Хамовники                                                                  |
| Пресненский                                                                | В ЦАО муниципальные округа не создавались. Были созданы Территориальные управления, например * Территориальное управление Китай-город создано 18.10.1991 * Территориальное управление Арбат создано 31.03.1993 | В ЦАО муниципальные округа не создавались. Были созданы Территориальные управления, например * Территориальное управление Китай-город создано 18.10.1991 * Территориальное управление Арбат создано 31.03.1993 | В ЦАО муниципальные округа не создавались. Были созданы Территориальные управления, например * Территориальное управление Китай-город создано 18.10.1991 * Территориальное управление Арбат создано 31.03.1993 | Пресненский                                                                | Пресненский                                                                | Пресненский                                                                |
| Тверской                                                                   | В ЦАО муниципальные округа не создавались. Были созданы Территориальные управления, например * Территориальное управление Китай-город создано 18.10.1991 * Территориальное управление Арбат создано 31.03.1993 | В ЦАО муниципальные округа не создавались. Были созданы Территориальные управления, например * Территориальное управление Китай-город создано 18.10.1991 * Территориальное управление Арбат создано 31.03.1993 | В ЦАО муниципальные округа не создавались. Были созданы Территориальные управления, например * Территориальное управление Китай-город создано 18.10.1991 * Территориальное управление Арбат создано 31.03.1993 | Тверской                                                                   | ТЕОС «Китай-город» создана 10.04.1996                                      | Тверской                                                                   |
| Мещанский                                                                  | В ЦАО муниципальные округа не создавались. Были созданы Территориальные управления, например * Территориальное управление Китай-город создано 18.10.1991 * Территориальное управление Арбат создано 31.03.1993 | В ЦАО муниципальные округа не создавались. Были созданы Территориальные управления, например * Территориальное управление Китай-город создано 18.10.1991 * Территориальное управление Арбат создано 31.03.1993 | В ЦАО муниципальные округа не создавались. Были созданы Территориальные управления, например * Территориальное управление Китай-город создано 18.10.1991 * Территориальное управление Арбат создано 31.03.1993 | Мещанский                                                                  | Мещанский                                                                  | Мещанский                                                                  |
| Красносельский                                                             | В ЦАО муниципальные округа не создавались. Были созданы Территориальные управления, например * Территориальное управление Китай-город создано 18.10.1991 * Территориальное управление Арбат создано 31.03.1993 | В ЦАО муниципальные округа не создавались. Были созданы Территориальные управления, например * Территориальное управление Китай-город создано 18.10.1991 * Территориальное управление Арбат создано 31.03.1993 | В ЦАО муниципальные округа не создавались. Были созданы Территориальные управления, например * Территориальное управление Китай-город создано 18.10.1991 * Территориальное управление Арбат создано 31.03.1993 | Красносельский                                                             | Красносельский                                                             | Красносельский                                                             |
| Басманный                                                                  | В ЦАО муниципальные округа не создавались. Были созданы Территориальные управления, например * Территориальное управление Китай-город создано 18.10.1991 * Территориальное управление Арбат создано 31.03.1993 | В ЦАО муниципальные округа не создавались. Были созданы Территориальные управления, например * Территориальное управление Китай-город создано 18.10.1991 * Территориальное управление Арбат создано 31.03.1993 | В ЦАО муниципальные округа не создавались. Были созданы Территориальные управления, например * Территориальное управление Китай-город создано 18.10.1991 * Территориальное управление Арбат создано 31.03.1993 | Басманный                                                                  | Басманный                                                                  | Басманный                                                                  |
| Таганский                                                                  | В ЦАО муниципальные округа не создавались. Были созданы Территориальные управления, например * Территориальное управление Китай-город создано 18.10.1991 * Территориальное управление Арбат создано 31.03.1993 | В ЦАО муниципальные округа не создавались. Были созданы Территориальные управления, например * Территориальное управление Китай-город создано 18.10.1991 * Территориальное управление Арбат создано 31.03.1993 | В ЦАО муниципальные округа не создавались. Были созданы Территориальные управления, например * Территориальное управление Китай-город создано 18.10.1991 * Территориальное управление Арбат создано 31.03.1993 | Таганский                                                                  | Таганский                                                                  | Таганский                                                                  |
| Самотёчный                                                                 | В ЦАО муниципальные округа не создавались. Были созданы Территориальные управления, например * Территориальное управление Китай-город создано 18.10.1991 * Территориальное управление Арбат создано 31.03.1993 | В ЦАО муниципальные округа не создавались. Были созданы Территориальные управления, например * Территориальное управление Китай-город создано 18.10.1991 * Территориальное управление Арбат создано 31.03.1993 | В ЦАО муниципальные округа не создавались. Были созданы Территориальные управления, например * Территориальное управление Китай-город создано 18.10.1991 * Территориальное управление Арбат создано 31.03.1993 | ----                                                                       | ----                                                                       | ----                                                                       |
| ----                                                                       | В ЦАО муниципальные округа не создавались. Были созданы Территориальные управления, например * Территориальное управление Китай-город создано 18.10.1991 * Территориальное управление Арбат создано 31.03.1993 | В ЦАО муниципальные округа не создавались. Были созданы Территориальные управления, например * Территориальное управление Китай-город создано 18.10.1991 * Территориальное управление Арбат создано 31.03.1993 | В ЦАО муниципальные округа не создавались. Были созданы Территориальные управления, например * Территориальное управление Китай-город создано 18.10.1991 * Территориальное управление Арбат создано 31.03.1993 | Арбат                                                                      | Арбат                                                                      | Арбат                                                                      |

### Деление города на районы
5 июля 1995 года был принят закон «О территориальном делении города Москвы», в котором муниципальные округа были заменены районами. В законе говорилось о 10 административных округах, в состав которых вошли 128 районов (в том числе три посёлка с правами районов — Внуково, Восточный и Северный), а также территориальные единицы с особым статусом (ТЕОС).
Органами исполнительной власти в районах были объявлены районные управы.
Районная управа осуществляла установленные законодательством функции органа местного самоуправления по вопросам местного значения, за исключением вопросов, отнесенных законодательством города Москвы к компетенции органов городского самоуправления. Она состояла из районного Собрания, администрации Управы (администрации района) и главы Управы, который возглавлял районное Собрание и администрацию Управы.

### Закон «Об организации местного самоуправления в городе Москве»
6 ноября 2002 года был принят закон № 56 «Об организации местного самоуправления в городе Москве». Согласно этому закону Москва была разделена на муниципальные образования — территории, в границах которых осуществляется местное самоуправление.
По типу муниципальные образования в Москве относятся к внутригородской территории города федерального значения.
Территория и границы внутригородских муниципальных образований определяются законом «О наименованиях и границах внутригородских
муниципальных образований в городе Москве».
Важно, что согласно закону 2002 года (в отличие от положения 1992 года) муниципальные образования не являются объектами административного деления, они лишь создаются на определённой территории, которая не обязательно должна быть привязана к административному делению.
Фактически закон «Об организации местного самоуправления в городе Москве» закрепил двойственность муниципального (муниципальные образования) и территориального (районы) деления в Москве и разграничил полномочия органов местного самоуправления. На одной и той же территории действует муниципальная власть (Совет Депутатов и муниципалитет) и административная власть (управа района).

### Изменения в 2012 году
С 2002 по 2012 год все муниципальные образования Москвы обладали одинаковыми полномочиями. После расширения территории Москвы в 2012 году и включения 21 нового муниципального образования из Московской области появилось 3 типа муниципальных образований, полномочия которых несколько различаются:
1. муниципальный округ — муниципальное образование, созданное в границах районов «старой» Москвы. Статус муниципального округа получили все 125 муниципальных образований, существовавших в Москве до 2012 года;
2. городской округ — муниципальное образование, имевшее статус городского округа в составе Московской области до 1 июля 2012 года. Этот статус получили городской округ Троицк и городской округ Щербинка;
3. поселение — муниципальное образование, имевшее статус городского или сельского поселения в составе Московской области до 1 июля 2012 года. Статус поселения получили 19 муниципальных образований.

Таким образом, с 2012 года в законодательстве Москвы вновь появился термин «муниципальный округ», но теперь уже не в качестве административно-территориальной единицы, а в качестве одного из типов муниципальных образований.

#### Расширения полномочий органов местного самоуправления
В мае 2012 года мэр Москвы Сергей Собянин заявил, что полномочия муниципальных образований Москвы должны быть существенно расширены Мэр заявил: «Ответственность за ситуацию в районе теперь будет делиться между управами и местным самоуправлением 50 на 50».
В июле 2012 года был принят закон № 39, согласно которому полномочия органов местного самоуправления в муниципальных округах (районах «старой» Москвы) расширены с 1 августа 2012 года.
Депутаты муниципальных собраний муниципальных округов получат право:
- ежегодно заслушивать доклады главы управы района, руководителя государственного учреждения города Москвы инженерной службы района, руководителя многофункционального центра предоставления государственных услуг, руководителя амбулаторно-поликлинического учреждения муниципального округа, руководителя центра социального обслуживания населения муниципального округа[36][37]
- выражать недоверие главе управы района[36][37];
- согласовывать ежегодный адресный перечень дворовых территорий для проведения работ по благоустройству, список многоквартирных домов для проведения капитального ремонта[36][37], а также контролировать ход выполнения этих работ;
- согласовывать выбор земельного участка для размещения гаражей и объектов религиозного назначения[36][37];
- согласовывать проект градостроительного плана земельного участка для объектов капитального строительства площадью до 1500 м²[36][37];
- согласовывать проект схемы размещения нестационарных торговых объектов, а также сезонных кафе[36][37];

Это расширение полномочий относится только к муниципальным образованиям «старой» Москвы.

### Изменения в 2024 году
8 мая 2024 года были приняты изменения в законодательство города Москвы и на территории «Новой Москвы» было образовано 8 новых муниципальных образований (7 муниципальных округов и 1 городской округ:
Новомосковский административный округ:
- муниципальный округ Внуково
- муниципальный округ Коммунарка
- муниципальный округ Филимонковский
- муниципальный округ Щербинка

Троицкий административный округ:
- муниципальный округ Бекасово
- муниципальный округ Вороново
- муниципальный округ Краснопахорский
- городской округ Троицк

### Проблемы местного самоуправления в Москве
По мнению аспирантов кафедры гражданского и предпринимательского права Московского гуманитарного университета Никиенко К. Г. и Рудакова А. А. Закон города Москвы «О местном самоуправлении» не полностью соответствует ФЗ «Об общих принципах организации местного самоуправления в Российской Федерации» вследствие чего в муниципальных образованиях «старой» Москвы полномочия органов местного самоуправления существенно урезаны по сравнению с муниципальными образованиями «новой» Москвы. В качестве решения данной проблемы предлагается на уровне административных округов в «старой» Москве создать городские округа с выборным представительным органом и выборным главой городского округа с сохранением местных органов власти в лице префекта и префектуры округа, а также с сохранением низовой ступени органов местного самоуправления на районном уровне.

## Органы местного самоуправления
Органами местного самоуправления в муниципальном образовании Москвы являются:
- Совет депутатов муниципального округа/городского округа — представительный орган местного самоуправления (до 1 июля 2012 года — Муниципальное собрание[34]),
- Администрация (Аппарат Совета депутатов) муниципального округа/городского округа — исполнительно-распорядительный орган (до 1 июля 2012 года — Муниципалитет[34]),
- другие органы местного самоуправления, образуемые в соответствии с уставом муниципального образования.

Руководитель муниципального образования — глава муниципального округа, городского округа.
Структура органов местного самоуправления, а также наименование органов местного самоуправления и должностных лиц местного самоуправления, порядок их избрания (назначения), компетенция, сроки полномочий, подотчётность, вопросы организации и деятельности определяются уставами муниципальных образований в соответствии с Уставом города Москвы, законом «Об организации местного самоуправления…» и другими законами города Москвы.

## Количество муниципальных образований в Москве
По состоянию на начало 2011 года в Москве 125 муниципальных образований, границы которых совпадают с границами административных районов Москвы.
С 1 июля 2012 года, после расширения территории Москвы, в состав города входят 146 муниципальных образований.
С 8 мая 2024 года в состав города Москвы входит 132 муниципальных образования.